# Dél-afrikai költők, írók listája

## A
- Peter Abrahams (1919–2017)
- Tatamkula Afrika (1920–2002), Egyiptomban született

## B
- Shabbir Banoobhai (* 1949)
- Mark Behr (1963–2015), Tanzániában született
- Breyten Breytenbach (1939–2024)
- André Brink (1935–2015)
- Andrew Brown (* 1966)
- Dennis Brutus (1924–2009)

## C
- John Maxwell Coetzee (* 1940–)
- Jeremy Cronin (* 1949)
- Patrick Cullinan (1932–2011)

## D
- Achmat Dangor (1948–2020)
- Ingrid de Kok (* 1951)
- Rolfes R. R. Dhlomo (1901–1971)
- Herbert I. E. Dhlomo (1901–1947)
- Sandile Dikeni
- Modikwe Dikobe
- C.J. Driver
- K. Sello Duiker (1974–2005)

## E
- Ahmed Essop (1931–2019)

## F
- Ruth First (1925–1982)
- Lynne Freed
- Athol Fugard (* 1932)
- Sheila Fugard (* 1932)

## G
- Damon Galgut (*1963)
- Ernest Glanville (1855-1925)
- Nadine Gordimer (1923-2014)
- Jeremy Gordin
- Stephan Gray (1941–2020)
- Mafika Gwala (1946–2014)

## H
- Bessie Head (1937–1986)
- Etienne van Heerden (* 1954)
- Bruce Hewett
- Christopher Hope (* 1944)
- Emma Huismans (* 1947)

## J
- Noni Jabuvi (* 1919?/1921?)
- Rayda Jacobs (1947–2024)
- Dan Jacobson
- Fhazel Johennesse
- Archibald Campbell Jordan (1906–1968)
- Elsa Joubert (1922–2020)

## K
- Farida Karodia (* 1942)
- Uys Krige    afrikaans nyelven is írt
- Antije Krog
- Mazisi Kunene (1930–2006)
- Ellen Kuzwayo (1914–2006)

## L
- Alex LaGuma (1925–1985)
- David Lambkin (* 1947)
- Anne Landsman (* 1959)
- Cornelis Jacob Langenhoven (1873–1932) afrikaans nyelven írt
- Ch. Louis Leipoldt    afrikaans nyelven írt
- Etienne Leroux (1922–1989)
- Colleen Lindsay, Mauritius-i is
- Douglas Livingstone (1932–1996), Malajziában született
- Nikolaas Petrus van Wyk Louw   afrikaans nyelven írt

## M
- Kgafela oa Magogodi
- Sindiwe Magona (* 1943)
- Matsemela Manaka (* 1956)
- Nelson Mandela (1918–2013)
- Chris Mann
- Maishe Maponya (* 1951)
- Eugène Marais (1871–1936)
- Andrew Martens
- Mark Mathabane (* 1960)[1]
- Miriam Mathabane
- Don Mattera (*1935)
- Dalene Matthee (1938–2005)
- James McClure (1939–2006)
- Zakes Mda (*1948)
- John van Melle (1887–1953), Hollandiában született
- Albert Memmi
- Gcina Mhlophe (* 1958)
- Sarah Gertrude Millin
- Thomas Mofolo  sotho nyelven írt
- Benjamin Moloise
- Casey Motsisi (1932–1977)
- Phaswane Mpe (1970–2004)
- Ezekiel (Es'kia)Mphahlele*(1919–2008)
- Samuel Edward Krune Mqhayi (1875–1945) xhosza nyelven írt
- Oswald M. Mtshali (*1940)
- Vusamazulu Credo Mutwa (1921–2020)

## N
- Jabula Ndebele (* 1948)
- James Nduna Gumbi (20. század)
- Mike Nicol
- Marlene van Niekerk
- Lewis Nkosi (1936–2010)
- Arthur Nortje (1942–1970)
- Sibusiso Nyembezi (1919–2000)

## O
- Dirk Johannes Opermann  afrikaans nyelven írt

## P
- Essop Patel (* 1972)
- Alan Paton (1903–1988)
- Sol Plaatje (1877–1932)
- Menan du Plessis (* 1952)
- William Charles F.Plommer

## R
- Lesego Rampolokeng
- Sheila Roberts (1937–2009)

## S
- Riana Scheepers (* 1957)
- Alan Scholefield (1931–2017)
- Andrew Henry Martin Scholtz (1923–2004)
- Olive Schreiner (1855–1920)
- Tembela Sekele, Lesotho-i is
- Sipho Sepamla (1932–2007)
- Mongane Wally Serote (* 1944)
- Gillian Slovo (* 1952)
- Adam Small (1936–2016)
- Wilbur Smith (1932–2021)
- Kelwyn Sole
- Wilma Stockenstrom (* 1933)
- Jonny Steinberg (* 1970)

## T
- Can Themba (1924–1969)
- Lefifi Tladi
- Miriam Tlali (1933–2017)

## V
- Charles van Onselen (* 1944)[2]
- Christopher van Wyk (1957–2014)
- Benedict Vilakazi (1906–1947)
- Lettie Viljoen (* 1948)
- Ivan Vladislavic (* 1957)

## W
- Graham Walker
- Mary Watson (* 1975)
- Stephen Watson (1955–2011)
- Zoe Wicomb (* 1948)

## Z
- Rose Zwi, Mexikóban született